# Župnija Kovor
Župnija Kovor je rimskokatoliška teritorialna župnija Dekanije Kranj Nadškofije Ljubljana. Župnijska cerkev v Kovorju je posvečena sv. Janezu Krstniku.

### Farne spominske plošče v župniji Kovor
V župniji Kovor so postavljene Farne spominske plošče, na katerih so imena vaščanov iz okoliških vasi (Brezje, Hušica, Kovor, Loka, Visoče in Zvirče), ki so padli nasilne smrti na protikomunistični strani v letih 1943-1945. Skupno je na ploščah 23 imen.